# 황선우 (음악가)
황선우(1942년 5월 20일 ~ )는 대한민국의 피아노 연주자이고 작곡가이기도 하다.
1959년 주한 미8군 무대에서 피아노 연주자로 첫 데뷔를 한 그는 가수 김해일(金海日)의 《돌아와요 충무항에》라는 곡과 가수 조용필(趙容弼)의 《돌아와요 부산항에》라는 동일곡을 작곡한 음악가이기도 하다.